# Kałków (Mazovie)
Pour les articles homonymes, voir Kałków.
Kałków (prononciation : [ˈkau̯kuf]) est un village polonais de la gmina de Ciepielów dans le powiat de Lipsko de la voïvodie de Mazovie dans le centre-est de la Pologne.
Il se situe à environ 3 kilomètres au sud-ouest de Ciepielów (siège de la gmina), 11 kilomètres au nord-ouest de Lipsko (siège du powiat) et à 116 kilomètres au sud de Varsovie (capitale de la Pologne).

## Histoire
De 1975 à 1998, le village appartenait administrativement à la voïvodie de Radom.